# صموئيل وادزورث قاولد
صموئيل وادزورث قاولد (بالإنجليزية: Samuel W. Gould) هو محامي وسياسي أمريكي، ولد في 1852، وتوفي في 19 ديسمبر 1935 في الولايات المتحدة. حزبياً، نشط في الحزب الديمقراطي. وقد انتخب عضو مجلس النواب الأمريكي.